# 普羅博塔鄉
47°24′N 27°30′E / 47.400°N 27.500°E
普羅博塔鄉（羅馬尼亞語：Comuna Probota, Iași），是羅馬尼亞的鄉份，位於該國東北部，由雅西縣負責管轄，面積79平方公里，海拔高度65米，2007年人口3,692，人口密度每平方公里47人。